# مجموعه تک‌عضوی
مجموعه تک‌عضوی (انگلیسی: Singleton) یا مجموعه واحد  مجموعه تاریخی‌ای است که دقیقاً یک عضو دارد. برای مثال مجموعه {۰} یک مجموعه تک‌عضوی است. از این مفهوم در برنامه‌نویسی مانند الگوی یگانه استفاده می‌شود.